# Eleições legislativas de 2011 em Beja

## Resultados Oficiais
| Partido                 | Partido                        | Votos  | %               | +/-   |
| ----------------------- | ------------------------------ | ------ | --------------- | ----- |
|                         | Partido Socialista             | 4 776  | 27,65 / 100,00  | 4,23  |
|                         | Partido Social Democrata       | 4 613  | 26,71 / 100,00  | 10,13 |
|                         | Coligação Democrática Unitária | 4 204  | 24,34 / 100,00  | 3,53  |
|                         | CDS – Partido Popular          | 1 481  | 8,58 / 100,00   | 1,63  |
|                         | Bloco de Esquerda              | 988    | 5,72 / 100,00   | 5,92  |
|                         | PCTP/MRPP                      | 346    | 2,00 / 100,00   | 0,73  |
|                         | Outros                         | 334    | 1,94 / 100,00   |       |
| Votos Inválidos         | Votos Inválidos                | 529    | 3,06 / 100,00   | 0,31  |
| Total                   | Total                          | 17 271 | 100,00 / 100,00 |       |
| Eleitorado/Participação | Eleitorado/Participação        | 30 627 | 56,39 / 100,00  | 4,32  |
| Fonte                   | Fonte                          | [ 1 ]  | [ 1 ]           | [ 1 ] |

## Resultados por Freguesia
Os resultados seguintes referem-se aos partidos que obtiveram mais de 1,00% dos votos:
| Freguesia                   | %     | %     | %     | %     | %     | %    | Votantes |
| Freguesia                   | PS    | PSD   | CDU   | CDS   | BE    | PCTP | Votantes |
| --------------------------- | ----- | ----- | ----- | ----- | ----- | ---- | -------- |
| Albernoa                    | 34,04 | 14,63 | 35,90 | 5,59  | 2,93  | 2,93 | 376      |
| Baleizão                    | 16,77 | 9,41  | 54,19 | 2,86  | 11,86 | 2,45 | 489      |
| Beja (Salvador)             | 27,09 | 30,02 | 19,49 | 8,93  | 7,26  | 1,80 | 3 001    |
| Beja (Santa Maria da Feira) | 28,70 | 27,56 | 21,65 | 8,24  | 5,73  | 2,27 | 1 589    |
| Beja (Santiago Maior)       | 25,86 | 23,63 | 27,38 | 9,24  | 6,39  | 1,92 | 3 441    |
| Beja (São João Baptista)    | 21,76 | 43,02 | 11,93 | 12,61 | 4,96  | 0,88 | 3 631    |
| Beringel                    | 32,72 | 29,30 | 22,33 | 5,69  | 2,70  | 1,71 | 703      |
| Cabeça Gorda                | 36,20 | 12,21 | 37,45 | 4,44  | 3,74  | 2,77 | 721      |
| Mombeja                     | 41,04 | 17,92 | 18,40 | 9,43  | 4,72  | 4,72 | 212      |
| Nossa Senhora das Neves     | 33,49 | 14,99 | 28,66 | 7,13  | 6,41  | 3,26 | 827      |
| Quintos                     | 39,77 | 10,80 | 38,64 | 5,68  | 3,41  | 0,57 | 176      |
| Salvada                     | 26,97 | 13,49 | 45,39 | 3,62  | 2,14  | 3,78 | 608      |
| Santa Clara de Louredo      | 30,73 | 12,39 | 39,91 | 3,67  | 6,42  | 2,75 | 436      |
| Santa Vitória               | 33,62 | 10,73 | 37,29 | 6,78  | 5,08  | 3,39 | 354      |
| São Brissos                 | 23,08 | 15,38 | 50,00 | 0     | 7,69  | 0    | 52       |
| São Matias                  | 44,76 | 23,08 | 13,64 | 7,69  | 4,55  | 1,05 | 286      |
| Trigaches                   | 36,60 | 20,43 | 20,43 | 7,23  | 5,11  | 4,26 | 235      |
| Trindade                    | 36,57 | 20,15 | 25,37 | 6,72  | 5,22  | 3,73 | 134      |
| Beja                        | 27,65 | 26,71 | 24,34 | 8,58  | 5,72  | 2,00 | 17 271   |

#### Albernoa
| Partido                 | Partido                        | Votos | %               | +/-  |
| ----------------------- | ------------------------------ | ----- | --------------- | ---- |
|                         | Coligação Democrática Unitária | 135   | 35,90 / 100,00  | 5,93 |
|                         | Partido Socialista             | 128   | 34,04 / 100,00  | 1,53 |
|                         | Partido Social Democrata       | 55    | 14,63 / 100,00  | 5,35 |
|                         | CDS – Partido Popular          | 21    | 5,59 / 100,00   | 2,01 |
|                         | Bloco de Esquerda              | 11    | 2,93 / 100,00   | 3,33 |
|                         | PCTP/MRPP                      | 11    | 2,93 / 100,00   | 0,92 |
|                         | Outros                         | 6     | 1,60 / 100,00   |      |
| Votos Inválidos         | Votos Inválidos                | 9     | 2,39 / 100,00   | 0,38 |
| Total                   | Total                          | 376   | 100,00 / 100,00 |      |
| Eleitorado/Participação | Eleitorado/Participação        | 700   | 53,71 / 100,00  | 7,86 |

#### Baleizão
| Partido                 | Partido                        | Votos | %               | +/-  |
| ----------------------- | ------------------------------ | ----- | --------------- | ---- |
|                         | Coligação Democrática Unitária | 265   | 54,19 / 100,00  | 1,03 |
|                         | Partido Socialista             | 82    | 16,77 / 100,00  | 0,04 |
|                         | Bloco de Esquerda              | 58    | 11,86 / 100,00  | 4,69 |
|                         | Partido Social Democrata       | 46    | 9,41 / 100,00   | 3,12 |
|                         | CDS – Partido Popular          | 14    | 2,86 / 100,00   | 0,70 |
|                         | PCTP/MRPP                      | 12    | 2,45 / 100,00   | 1,91 |
|                         | Outros                         | 9     | 1,83 / 100,00   |      |
| Votos Inválidos         | Votos Inválidos                | 3     | 0,61 / 100,00   | 0,83 |
| Total                   | Total                          | 489   | 100,00 / 100,00 |      |
| Eleitorado/Participação | Eleitorado/Participação        | 925   | 52,86 / 100,00  | 4,52 |

#### Beja (Salvador)
| Partido                 | Partido                        | Votos | %               | +/-   |
| ----------------------- | ------------------------------ | ----- | --------------- | ----- |
|                         | Partido Social Democrata       | 901   | 30,02 / 100,00  | 10,89 |
|                         | Partido Socialista             | 813   | 27,09 / 100,00  | 5,69  |
|                         | Coligação Democrática Unitária | 585   | 19,49 / 100,00  | 1,72  |
|                         | CDS – Partido Popular          | 268   | 8,93 / 100,00   | 0,98  |
|                         | Bloco de Esquerda              | 218   | 7,26 / 100,00   | 6,04  |
|                         | PCTP/MRPP                      | 54    | 1,80 / 100,00   | 0,87  |
|                         | Outros                         | 60    | 1,99 / 100,00   |       |
| Votos Inválidos         | Votos Inválidos                | 102   | 3,40 / 100,00   | 0,01  |
| Total                   | Total                          | 3 001 | 100,00 / 100,00 |       |
| Eleitorado/Participação | Eleitorado/Participação        | 5 269 | 56,96 / 100,00  | 3,13  |

#### Beja (Santa Maria da Feira)
| Partido                 | Partido                        | Votos | %               | +/-   |
| ----------------------- | ------------------------------ | ----- | --------------- | ----- |
|                         | Partido Socialista             | 456   | 28,70 / 100,00  | 2,09  |
|                         | Partido Social Democrata       | 438   | 27,56 / 100,00  | 11,19 |
|                         | Coligação Democrática Unitária | 344   | 21,65 / 100,00  | 4,12  |
|                         | CDS – Partido Popular          | 131   | 8,24 / 100,00   | 1,56  |
|                         | Bloco de Esquerda              | 91    | 5,73 / 100,00   | 8,81  |
|                         | PCTP/MRPP                      | 36    | 2,27 / 100,00   | 1,21  |
|                         | Outros                         | 27    | 1,70 / 100,00   |       |
| Votos Inválidos         | Votos Inválidos                | 66    | 4,15 / 100,00   | 0,60  |
| Total                   | Total                          | 1 589 | 100,00 / 100,00 |       |
| Eleitorado/Participação | Eleitorado/Participação        | 3 265 | 48,67 / 100,00  | 4,42  |

#### Beja (Santiago Maior)
| Partido                 | Partido                               | Votos | %               | +/-  |
| ----------------------- | ------------------------------------- | ----- | --------------- | ---- |
|                         | Coligação Democrática Unitária        | 942   | 27,38 / 100,00  | 2,60 |
|                         | Partido Socialista                    | 890   | 25,86 / 100,00  | 3,82 |
|                         | Partido Social Democrata              | 813   | 23,63 / 100,00  | 9,55 |
|                         | CDS – Partido Popular                 | 318   | 9,24 / 100,00   | 2,17 |
|                         | Bloco de Esquerda                     | 220   | 6,39 / 100,00   | 8,52 |
|                         | PCTP/MRPP                             | 66    | 1,92 / 100,00   | 0,96 |
|                         | Partido pelos Animais e pela Natureza | 38    | 1,10 / 100,00   | Novo |
|                         | Outros                                | 57    | 1,65 / 100,00   |      |
| Votos Inválidos         | Votos Inválidos                       | 97    | 2,82 / 100,00   | 0,67 |
| Total                   | Total                                 | 3 441 | 100,00 / 100,00 |      |
| Eleitorado/Participação | Eleitorado/Participação               | 6 393 | 53,82 / 100,00  | 4,60 |

#### Beja (São João Baptista)
| Partido                 | Partido                        | Votos | %               | +/-   |
| ----------------------- | ------------------------------ | ----- | --------------- | ----- |
|                         | Partido Social Democrata       | 1 562 | 43,02 / 100,00  | 11,60 |
|                         | Partido Socialista             | 790   | 21,76 / 100,00  | 6,34  |
|                         | CDS – Partido Popular          | 458   | 12,61 / 100,00  | 2,35  |
|                         | Coligação Democrática Unitária | 433   | 11,93 / 100,00  | 2,16  |
|                         | Bloco de Esquerda              | 180   | 4,96 / 100,00   | 6,34  |
|                         | Outros                         | 87    | 2,40 / 100,00   |       |
| Votos Inválidos         | Votos Inválidos                | 121   | 3,33 / 100,00   | 0,22  |
| Total                   | Total                          | 3 631 | 100,00 / 100,00 |       |
| Eleitorado/Participação | Eleitorado/Participação        | 5 583 | 65,04 / 100,00  | 1,75  |

#### Beringel
| Partido                 | Partido                        | Votos | %               | +/-   |
| ----------------------- | ------------------------------ | ----- | --------------- | ----- |
|                         | Partido Socialista             | 230   | 32,72 / 100,00  | 5,41  |
|                         | Partido Social Democrata       | 206   | 29,30 / 100,00  | 17,25 |
|                         | Coligação Democrática Unitária | 157   | 22,33 / 100,00  | 7,07  |
|                         | CDS – Partido Popular          | 40    | 5,69 / 100,00   | 2,21  |
|                         | Bloco de Esquerda              | 19    | 2,70 / 100,00   | 4,43  |
|                         | PCTP/MRPP                      | 12    | 1,71 / 100,00   | 0,85  |
|                         | Outros                         | 9     | 1,28 / 100,00   |       |
| Votos Inválidos         | Votos Inválidos                | 30    | 4,26 / 100,00   | 1,07  |
| Total                   | Total                          | 703   | 100,00 / 100,00 |       |
| Eleitorado/Participação | Eleitorado/Participação        | 1 349 | 52,11 / 100,00  | 5,96  |

#### Cabeça Gorda
| Partido                 | Partido                        | Votos | %               | +/-  |
| ----------------------- | ------------------------------ | ----- | --------------- | ---- |
|                         | Coligação Democrática Unitária | 270   | 37,45 / 100,00  | 5,37 |
|                         | Partido Socialista             | 261   | 36,20 / 100,00  | 0,34 |
|                         | Partido Social Democrata       | 88    | 12,21 / 100,00  | 4,50 |
|                         | CDS – Partido Popular          | 32    | 4,44 / 100,00   | 0,41 |
|                         | Bloco de Esquerda              | 27    | 3,74 / 100,00   | 1,24 |
|                         | PCTP/MRPP                      | 20    | 2,77 / 100,00   | 0,87 |
|                         | Outros                         | 10    | 1,38 / 100,00   |      |
| Votos Inválidos         | Votos Inválidos                | 13    | 1,80 / 100,00   | 0,85 |
| Total                   | Total                          | 721   | 100,00 / 100,00 |      |
| Eleitorado/Participação | Eleitorado/Participação        | 1 369 | 52,67 / 100,00  | 6,40 |

#### Mombeja
| Partido                 | Partido                        | Votos | %               | +/-   |
| ----------------------- | ------------------------------ | ----- | --------------- | ----- |
|                         | Partido Socialista             | 87    | 41,04 / 100,00  | 3,92  |
|                         | Coligação Democrática Unitária | 39    | 18,40 / 100,00  | 9,33  |
|                         | Partido Social Democrata       | 38    | 17,92 / 100,00  | 12,04 |
|                         | CDS – Partido Popular          | 20    | 9,43 / 100,00   | 5,23  |
|                         | Bloco de Esquerda              | 10    | 4,72 / 100,00   | 5,78  |
|                         | PCTP/MRPP                      | 10    | 4,72 / 100,00   | 1,78  |
|                         | Outros                         | 3     | 1,42 / 100,00   |       |
| Votos Inválidos         | Votos Inválidos                | 5     | 2,36 / 100,00   | 0,58  |
| Total                   | Total                          | 212   | 100,00 / 100,00 |       |
| Eleitorado/Participação | Eleitorado/Participação        | 319   | 66,46 / 100,00  | 6,10  |

#### Nossa Senhora das Neves
| Partido                 | Partido                        | Votos | %               | +/-  |
| ----------------------- | ------------------------------ | ----- | --------------- | ---- |
|                         | Partido Socialista             | 277   | 33,49 / 100,00  | 3,82 |
|                         | Coligação Democrática Unitária | 237   | 28,66 / 100,00  | 3,34 |
|                         | Partido Social Democrata       | 124   | 14,99 / 100,00  | 5,77 |
|                         | CDS – Partido Popular          | 59    | 7,13 / 100,00   | 3,55 |
|                         | Bloco de Esquerda              | 53    | 6,41 / 100,00   | 4,00 |
|                         | PCTP/MRPP                      | 27    | 3,26 / 100,00   | 1,52 |
|                         | Outros                         | 21    | 2,54 / 100,00   |      |
| Votos Inválidos         | Votos Inválidos                | 29    | 3,51 / 100,00   | 0,94 |
| Total                   | Total                          | 827   | 100,00 / 100,00 |      |
| Eleitorado/Participação | Eleitorado/Participação        | 1 571 | 52,64 / 100,00  | 3,55 |

#### Quintos
| Partido                 | Partido                        | Votos | %               | +/-  |
| ----------------------- | ------------------------------ | ----- | --------------- | ---- |
|                         | Partido Socialista             | 70    | 39,77 / 100,00  | 1,23 |
|                         | Coligação Democrática Unitária | 68    | 38,64 / 100,00  | 1,36 |
|                         | Partido Social Democrata       | 19    | 10,80 / 100,00  | 5,92 |
|                         | CDS – Partido Popular          | 10    | 5,68 / 100,00   | 0,17 |
|                         | Bloco de Esquerda              | 6     | 3,41 / 100,00   | 3,42 |
|                         | Outros                         | 2     | 1,14 / 100,00   |      |
| Votos Inválidos         | Votos Inválidos                | 1     | 0,57 / 100,00   | 1,38 |
| Total                   | Total                          | 176   | 100,00 / 100,00 |      |
| Eleitorado/Participação | Eleitorado/Participação        | 278   | 63,31 / 100,00  | 4,12 |

#### Salvada
| Partido                 | Partido                        | Votos | %               | +/-  |
| ----------------------- | ------------------------------ | ----- | --------------- | ---- |
|                         | Coligação Democrática Unitária | 276   | 45,39 / 100,00  | 1,45 |
|                         | Partido Socialista             | 164   | 26,97 / 100,00  | 2,34 |
|                         | Partido Social Democrata       | 82    | 13,49 / 100,00  | 4,93 |
|                         | PCTP/MRPP                      | 23    | 3,78 / 100,00   | 0,97 |
|                         | CDS – Partido Popular          | 22    | 3,62 / 100,00   | 0,59 |
|                         | Bloco de Esquerda              | 13    | 2,14 / 100,00   | 2,77 |
|                         | Outros                         | 7     | 1,16 / 100,00   |      |
| Votos Inválidos         | Votos Inválidos                | 21    | 3,46 / 100,00   | 1,50 |
| Total                   | Total                          | 608   | 100,00 / 100,00 |      |
| Eleitorado/Participação | Eleitorado/Participação        | 1 022 | 59,49 / 100,00  | 9,40 |

#### Santa Clara de Louredo
| Partido                 | Partido                        | Votos | %               | +/-  |
| ----------------------- | ------------------------------ | ----- | --------------- | ---- |
|                         | Coligação Democrática Unitária | 174   | 39,91 / 100,00  | 1,51 |
|                         | Partido Socialista             | 134   | 30,73 / 100,00  | 3,58 |
|                         | Partido Social Democrata       | 54    | 12,39 / 100,00  | 8,42 |
|                         | Bloco de Esquerda              | 28    | 6,42 / 100,00   | 5,92 |
|                         | CDS – Partido Popular          | 16    | 3,67 / 100,00   | 0,74 |
|                         | PCTP/MRPP                      | 12    | 2,75 / 100,00   | 0,45 |
|                         | Outros                         | 5     | 1,15 / 100,00   |      |
| Votos Inválidos         | Votos Inválidos                | 13    | 2,98 / 100,00   | 1,30 |
| Total                   | Total                          | 436   | 100,00 / 100,00 |      |
| Eleitorado/Participação | Eleitorado/Participação        | 672   | 64,88 / 100,00  | 5,41 |

#### Santa Vitória
| Partido                 | Partido                        | Votos | %               | +/-  |
| ----------------------- | ------------------------------ | ----- | --------------- | ---- |
|                         | Coligação Democrática Unitária | 132   | 37,29 / 100,00  | 4,13 |
|                         | Partido Socialista             | 119   | 33,62 / 100,00  | 0,45 |
|                         | Partido Social Democrata       | 38    | 10,73 / 100,00  | 2,89 |
|                         | CDS – Partido Popular          | 24    | 6,78 / 100,00   | 1,63 |
|                         | Bloco de Esquerda              | 18    | 5,08 / 100,00   | 2,52 |
|                         | PCTP/MRPP                      | 12    | 3,39 / 100,00   | 1,67 |
|                         | Outros                         | 8     | 2,27 / 100,00   |      |
| Votos Inválidos         | Votos Inválidos                | 3     | 0,84 / 100,00   | 0,39 |
| Total                   | Total                          | 354   | 100,00 / 100,00 |      |
| Eleitorado/Participação | Eleitorado/Participação        | 608   | 58,22 / 100,00  | 5,43 |

#### São Brissos
| Partido                 | Partido                        | Votos | %               | +/-   |
| ----------------------- | ------------------------------ | ----- | --------------- | ----- |
|                         | Coligação Democrática Unitária | 26    | 50,00 / 100,00  | 12,50 |
|                         | Partido Socialista             | 12    | 23,08 / 100,00  | 1,65  |
|                         | Partido Social Democrata       | 8     | 15,38 / 100,00  | 8,24  |
|                         | Bloco de Esquerda              | 4     | 7,69 / 100,00   | 0,55  |
|                         | Outros                         | 0     | 0,00 / 100,00   |       |
| Votos Inválidos         | Votos Inválidos                | 2     | 3,85 / 100,00   | 3,85  |
| Total                   | Total                          | 52    | 100,00 / 100,00 |       |
| Eleitorado/Participação | Eleitorado/Participação        | 80    | 65,00 / 100,00  | 0,63  |

#### São Matias
| Partido                 | Partido                        | Votos | %               | +/-  |
| ----------------------- | ------------------------------ | ----- | --------------- | ---- |
|                         | Partido Socialista             | 128   | 44,76 / 100,00  | 4,31 |
|                         | Partido Social Democrata       | 66    | 23,08 / 100,00  | 6,93 |
|                         | Coligação Democrática Unitária | 39    | 13,64 / 100,00  | 5,30 |
|                         | CDS – Partido Popular          | 22    | 7,69 / 100,00   | 2,72 |
|                         | Bloco de Esquerda              | 13    | 4,55 / 100,00   | 3,21 |
|                         | PCTP/MRPP                      | 3     | 1,05 / 100,00   | 0,19 |
|                         | Partido Nacional Renovador     | 3     | 1,05 / 100,00   | 1,05 |
|                         | Outros                         | 6     | 2,10 / 100,00   |      |
| Votos Inválidos         | Votos Inválidos                | 6     | 2,10 / 100,00   | 0,86 |
| Total                   | Total                          | 286   | 100,00 / 100,00 |      |
| Eleitorado/Participação | Eleitorado/Participação        | 524   | 54,58 / 100,00  | 4,94 |

#### Trigaches
| Partido                 | Partido                        | Votos | %               | +/-   |
| ----------------------- | ------------------------------ | ----- | --------------- | ----- |
|                         | Partido Socialista             | 86    | 36,60 / 100,00  | 7,99  |
|                         | Partido Social Democrata       | 48    | 20,43 / 100,00  | 12,79 |
|                         | Coligação Democrática Unitária | 48    | 20,43 / 100,00  | 6,96  |
|                         | CDS – Partido Popular          | 17    | 7,23 / 100,00   | 1,18  |
|                         | Bloco de Esquerda              | 12    | 5,11 / 100,00   | 1,26  |
|                         | PCTP/MRPP                      | 10    | 4,26 / 100,00   | 1,71  |
|                         | Partido Popular Monárquico     | 3     | 1,28 / 100,00   | 1,28  |
|                         | Outros                         | 5     | 2,13 / 100,00   |       |
| Votos Inválidos         | Votos Inválidos                | 6     | 2,55 / 100,00   | 1,28  |
| Total                   | Total                          | 235   | 100,00 / 100,00 |       |
| Eleitorado/Participação | Eleitorado/Participação        | 460   | 51,09 / 100,00  | 12,47 |

#### Trindade
| Partido                 | Partido                        | Votos | %               | +/-   |
| ----------------------- | ------------------------------ | ----- | --------------- | ----- |
|                         | Partido Socialista             | 49    | 36,57 / 100,00  | 1,60  |
|                         | Coligação Democrática Unitária | 34    | 25,37 / 100,00  | 11,44 |
|                         | Partido Social Democrata       | 27    | 20,15 / 100,00  | 15,86 |
|                         | CDS – Partido Popular          | 9     | 6,72 / 100,00   | 0,03  |
|                         | Bloco de Esquerda              | 7     | 5,22 / 100,00   | 2,76  |
|                         | PCTP/MRPP                      | 5     | 3,73 / 100,00   | 0,66  |
|                         | Outros                         | 1     | 0,75 / 100,00   |       |
| Votos Inválidos         | Votos Inválidos                | 2     | 1,49 / 100,00   | 4,03  |
| Total                   | Total                          | 134   | 100,00 / 100,00 |       |
| Eleitorado/Participação | Eleitorado/Participação        | 240   | 55,83 / 100,00  | 8,09  |